# Slovenska abeceda
Sodobna slovenska abeceda je latinična abeceda s 25 črkami. Imenuje se tudi slovenska gajica, saj izvira iz pisave, ki jo je Ljudevit Gaj pripravil za Hrvate v 19. stoletju.
Slovenska abeceda ni fonemska abeceda, temveč pretežno morfonološka, saj je črk manj kot fonemov, pa tudi razmerje med fonemi in črkami večinoma ni popolnoma predvidljivo.

## Črke
Črke slovenske abecede si sledijo v naslednjem zaporedju:
| Mesto | Črka | IPA           | Mesto | Črka  | IPA      |
| ----- | ---- | ------------- | ----- | ----- | -------- |
| 1     | A, a | /a/           | 14    | M, m  | /m/      |
| 2     | B, b | /b/           | 15    | N, n  | /n/      |
| 3     | C, c | /ts/          | 16    | O, o  | /ɔ/, /o/ |
| 4     | Č, č | /tʃ/          | 17    | P, p  | /p/      |
| 5     | D, d | /d/           | 18    | R, r  | /r/      |
| 6     | E, e | /ɛ/, /e/, /ə/ | 19    | S, s  | /s/      |
| 7     | F, f | /f/           | 20    | Š, š  | /ʃ/      |
| 8     | G, g | /g/           | 21    | T, t  | /t/      |
| 9     | H, h | /x/           | 22    | U, u  | /u/      |
| 10    | I, i | /i/           | 23    | V, v, | /v/, /w/ |
| 11    | J, j | /j/           | 24    | Z, z  | /z/      |
| 12    | K, k | /k/           | 25    | Ž, ž  | /ʒ/      |
| 13    | L, l | /l/, /w/      |       |       |          |

V nekaterih zvezah, zlasti v tujih imenih, se uporabljajo še druge črke:
- Črke z ločevalnimi znamenji (npr. ä, ç, ê, ñ in ř); te se po abecedi uvrščajo, kot da ne bi imele teh znamenj, le ć in đ stojita za č in d.

Slovenska abeceda, razširjena z nekaterimi pogosto uporabljanimi tujimi črkami, je naslednja:
A B C Č (Ć) D (Đ) E F G H I J K L M N O P (Q) R S Š T U V (W) (X) (Y) Z Ž